# Maksymilian Kukowski
Maksymilian Kukowski (ur. 18 lutego 1871, zm. 18 czerwca 1929 w Warszawie) – pułkownik kancelaryjny Wojska Polskiego.

## Życiorys
Maksymilian Kukowski urodził się 18 lutego 1871. Uzyskał tytuł inżyniera.
Po odzyskaniu przez Polskę niepodległości wstąpił do Wojska Polskiego. 1 października 1920 roku był pomocnikiem attaché wojskowego przy Poselstwie RP w Rzymie. 3 maja 1922 roku został zweryfikowany w stopniu podpułkownika ze starszeństwem z dniem 1 czerwca 1919 roku i 36. lokatą w korpusie oficerów piechoty. 1 lipca 1923 został przydzielony do Rezerwy Oficerów Sztabowych Dowództwa Okręgu Korpusu Nr I, pozostając oficerem nadetatowym 74 pułku piechoty. Z dniem 17 grudnia 1923 został przydzielony do Generalnego Inspektora Piechoty na stanowisko oficera sztabu. 18 lutego 1924 roku został odkomenderowany, a 2 maja tego roku przydzielony do Adiutantury Ministra Spraw Wojskowych na stanowisko oficera sztabowego do specjalnych zleceń.
Następnie pełnił funkcję oficera do zleceń przy szefie Sztabu Generalnego, prezesie Rady Ministrów i ministrze spraw wojskowych, generale Władysławie Sikorskim.
Z dniem 1 sierpnia 1924 roku został przeniesiony do korpusu oficerów administracji, dział kancelaryjny, w stopniu podpułkownika ze starszeństwem z czerwca 1919 roku i 5. lokatą, z pozostawieniem na zajmowanym stanowisku. 1 grudnia tego roku awansował na pułkownika ze starszeństwem z dniem 15 sierpnia 1924 roku. W 1924 roku był zastępcą pułkownika Edwarda Szpakowskiego, szefa Gabinetu Ministra Spraw Wojskowych. Z dniem 1 marca 1927 roku został mu udzielony dwumiesięczny urlop z zachowaniem uposażenia, a z dniem 30 kwietnia 1927 roku został przeniesiony w stan spoczynku. 
Mieszkał w Warszawie. Tam po krótkiej chorobie zmarł 18 czerwca 1929 w wieku 58 lat. 21 czerwca 1929 został pochowany na cmentarzu Powązkowskim w Warszawie. Był żonaty, miał syna.

## Ordery i odznaczenia
- Krzyż Oficerski Orderu Odrodzenia Polski (2 maja 1923 „w uznaniu zasług, położonych dla Rzeczypospolitej Polskiej na polu administracji wojskowej")[15][16]
- Oficer Orderu Legii Honorowej – III Republika Francuska (przed 1924)[17]
- Oficer Orderu Palm Akademickich – III Republika Francuska (przed 1924)[17]
- Order Karola I III klasy – Rumunia (przed 1924)[17]
- Krzyż Kawalerski Orderu Leopolda – Belgia (przed 1924)[17]
- Krzyż Komandorski Orderu Świętego Sawy – Królestwo Serbów, Chorwatów i Słoweńców (30 grudnia 1924[18])
- Krzyż Komandorski Orderu Sławy – Imperium Osmańskie (przed 1924)[17]
- Oficer Orderu Świętych Maurycego i Łazarza – Włochy (przed 1924)[17]
- Kawaler Orderu Korony Włoch – Włochy (przed 1924)[17]
- Krzyż Oficerski Orderu Lwa Białego – Czechosłowacja (30 stycznia 1926)[19]
- Medal Zwycięstwa – międzysojuszniczy (przed 1924)[17]